# (410835) Neszmerak
(410835) Neszmerak es un asteroide perteneciente al cinturón de asteroides, descubierto el 20 de agosto de 2009 por el astrónomo R. Gierlinger desde el Observatorio Gaisberg (Schärding, Austria).

## Designación y nombre
Designado provisionalmente como 2009 QF26. Fue nombrado en homenaje al astrónomo amateur austríaco Wolfgang Neszmerak.